# Козловка (Венёвский район)
Козловка — село в Венёвском районе Тульской области России.
В рамках административно-территориального устройства является центром Козловского сельского округа Венёвского района, в рамках организации местного самоуправления входит в Мордвесское сельское поселение.

## География
Расположено в 68 км к северо-востоку от Тулы и в 31 км к северо-востоку от райцентра, города Венёв.

## Население
| 2002 | 2010 |
| ---- | ---- |
| 251  | ↗266 |

Население — 266 чел. (2010).